# Авидовка
Авидовка (укр. Авидівка) — село, относится к Белгород-Днестровскому району Одесской области Украины.
Население по переписи 2001 года составляло 228 человек. Почтовый индекс — 67790. Телефонный код — 4849. Занимает площадь 0,53 км².

## Местный совет
67790, Одесская обл., Белгород-Днестровский р-н, с. Адамовка, ул. Шевченка, 2